# Roberto Selva
Roberto Selva (ur. 2 stycznia 1981) – sanmaryński piłkarz występujący na pozycji obrońcy lub pomocnika, reprezentant San Marino w latach 1999–2005.

## Kariera klubowa
Roberto Selva grał w sanmaryńskich klubach SP La Fiorita i AC Juvenes/Dogana.

## Kariera reprezentacyjna
8 września 1999 zadebiutował w reprezentacji San Marino w przegranym 0:8 meczu z Izraelem w eliminacjach Mistrzostw Europy 2000, zastępując w 58. minucie Nicolę Bacciocchiego. 25 kwietnia 2001 zagrał w zremisowanym 1:1 spotkaniu z Łotwą w Rydze, w którym San Marino zdobyło drugi w historii punkt w eliminacjach mistrzostw świata i po raz pierwszy nie poniosło porażki na wyjeździe. Ogółem w latach 1999-2005 Selva zaliczył w drużynie narodowej 12 występów, nie zdobył żadnej bramki. We wszystkich spotkaniach wchodził na boisko z ławki rezerwowych.

## Sukcesy
AC Juvenes/Dogana
- Puchar San Marino: 2008/09, 2010/11